# Аль-Хасауна, Бишер
Бишер Аль-Хасауна (араб. بشر الخصاونة‎; род. 27 января 1969, Иордания) — иорданский государственный деятель и дипломат. Премьер-министр Иордании и министр обороны с 12 октября 2020 по 15 сентября 2024 года. Доктор права (Ph.D). В прошлом — посол в Египте, Кении, Эфиопии и Франции, министр иностранных дел (2016—2017), министр юстиции (2017—2018), советник короля (2019—2020).

## Биография
Родился 27 января 1969 года в Иордании. Отец — адвокат Хани аль-Хасауна, один из лидеров партии Баас, давний друг бывшего президента Ирака Саддама Хусейна и его «однокашник» по Каирскому университету в 1962—1963 годах, в прошлом также министр информации и посол Иордании в республиках бывшего СССР и Румынии.
Окончил юридический факультет Иорданского университета. Продолжил обучение в Школе восточных и африканских исследований Лондонского университета, получил степень магистра по международным отношениям, дипломатии и экономики. Затем получил докторскую степень (Ph.D) в Лондонской школе экономики и политических наук и диплом руководителя в области государственного управления в Школе управления им. Джона Ф. Кеннеди Гарвардского университета.
В 1991 году начал работать атташе в министерстве иностранных дел. В 1992—1995 годах — третий секретарь-атташе в посольстве в Великобритании, в 1995—1996 годах — руководитель отдела европейских средиземноморских отношений министерства иностранных дел, в 1998—2000 годах — директора департамента СМИ, официальный представитель министерства иностранных дел и директор департамента по правам человека, также второй секретарь посольства в Египте, в 2003—2004 годах — сотрудник представительства Иордании при ООН, в 2005—2012 годах — руководитель различных департаментов министерства, в 2012—2016 годах — посол в Египте, Кении и Эфиопии, в то же время — постоянный представитель в Лиге арабских государств, в 2018—2019 годах — посол во Франции и постоянный представитель при ЮНЕСКО.
В 2019 году назначен королём Абдаллой II советником по вопросам коммуникации и координации, в августе 2020 года — советником по политическим вопросам.
В 2016—2017 годах — министр иностранных дел в кабинете Хани аль-Мульки, в 2017—2018 годах — министр юстиции. После отставки 4 октября 2020 года кабинета Омара Раззаза назначен 8 октября 2020 года королём Абдаллой II премьер-министром. 15 сентября 2024 года ушёл в отставку после парламентских выборов, его сменил Джафар Хассан.
Женат на актрисе Ране Султан, имеет троих детей.